# Basal (biologi)
Basal betecknar inom fylogeni en medlem av en systematisk grupp som skiljt ut sig tidigare från gruppen än andra organismer av samma grupp. Ett exempel är gibboner, som är basala till alla andra arter i överfamiljen Hominoidea. Gibbonerna skilde sig tidigast från djurgruppen och utgör idag den egna familjen Hylobatidae. De övriga medlemmarna i överfamiljen Hominoidea – det vill säga gorillor, schimpanser, människor och orangutanger – är alla medlemmar i den för dem gemensamma familjen Hominidae (hominider).
Många biologer (särskilt de som använder kladogram) föredrar ordet "basal" istället för "primitiv", då det sistnämnda ordet kan leda till missförstånd. Om en basal medlem av en grupp existerar bredvid andra medlemmar har den mer tid att anpassa sig till de förhållanden som finns i organismens omgivning.